# Sébastien Viars
Pour les articles homonymes, voir Viars.
Pas d'image ? Cliquez ici

a Compétitions nationales et continentales officielles uniquement.

b Matchs officiels uniquement.
Sébastien Viars (dit La boussole), né le 24 juin 1971 à Aurillac, est un ancien joueur de rugby à XV, qui a joué avec l'équipe de France de 1992 à 1997 (1,85 m pour 88 kg).

## Biographie
Natif d'Aurillac, il débute naturellement le rugby au Stade aurillacois avant de rejoindre en 1990 le CA Brive avec lequel fait ses débuts en Bleu lors du tournoi de 1992 et participe à Coupe du monde de 1995.
Évoluant au poste de trois-quarts aile ou d'arrière, il remporte, avec le CA Brive, le Challenge Yves du Manoir en 1996 puis la coupe d'Europe en 1997 en marquant un essai d’anthologie. En effet, le 25 janvier 1997, il joue avec le CA Brive la finale de la Coupe d'Europe (première édition avec les clubs anglais) à l'Arms Park de Cardiff face au Leicester Tigers, les brivistes s'imposent 28 à 9 et deviennent les deuxièmes champions d'Europe de l'histoire après le Stade toulousain en 1996. La saison suivante, il revient en finale avec le CA Brive au Parc Lescure de Bordeaux face à Bath mais les Anglais s'imposent 19 à 18.
Le 23 novembre 1996, il joue son premier match avec les Barbarians français contre l'Afrique du Sud à Brive. Les Baa-Baas s'imposent 30 à 22.
Après un échec en finale l'année suivante, il quitte le CA Brive à la fin de la saison 1997-1998 après avoir disputé 137 rencontres de championnat et signe au Stade français.
Il ne reste qu'une saison dans le club de la capitale, gagnant toutefois la Coupe de France de rugby à XV 1999 et signe la saison suivante à l'ASM Clermont avec laquelle il est finaliste du championnat de France en 2001 puis finaliste du Challenge européen en 2004.
En juin 2005, il est sélectionné avec les Barbarians français, avec son frère Jean-François Viars, pour aller défier la Western Province à Stellenbosch en Afrique du Sud. Les Baa-Baas s'inclinent 22 à 20.
En 2006, Sébastien Viars raccroche définitivement les crampons après avoir passé 16 saisons au plus haut niveau. Après sa carrière, il commente régulièrement des matchs de Top 14 sur Rugby+.
Il est le frère du joueur Jean-François Viars et le neveu de Patrick Bonal, de l'ex-international de rugby à XVJean-Marie Bonal, et de l'ex-international de rugby à XIII Élie Bonal.

## Carrière

### En club
- ?-1990 : Stade aurillacois
- 1990-1998 : CA Brive (137 rencontres de championnat)
- 1998-1999 : Stade français
- 1999-2006 : ASM Clermont

### En équipe nationale
Il a disputé son premier test match le 1er février 1992, contre l'équipe du Pays de Galles.

## Statistiques

### Tournoi des Cinq Nations
| Édition           | Rang | Résultats France | Résultats Viars | Matchs Viars |
| ----------------- | ---- | ---------------- | --------------- | ------------ |
| Cinq Nations 1992 | 2    | 2 v, 0 n, 2 d    | 2 v, 0 n, 1 d   | 3/4          |
| Cinq Nations 1995 | 3    | 2 v, 0 n, 2 d    | 0 v, 0 n, 1 d   | 1/4          |

Légende : v = victoire ; n = match nul ; d = défaite ; la ligne est en gras quand il y a Grand Chelem.

### Coupe du monde
| Édition             | Rang      | Résultats France | Résultats Viars | Matchs Viars |
| ------------------- | --------- | ---------------- | --------------- | ------------ |
| Afrique du Sud 1995 | Troisième | 5 v, 0 n, 1 d    | 1 v, 0 n, 0 d   | 1/6          |

Légende : v = victoire ; n = match nul ; d = défaite.

## Palmarès

### En club
Avec le CA Brive
- Championnat de France de première division :
  - Vice-champion (1) : 1996
- Challenge Yves du Manoir :
  - Vainqueur (1) : 1996
- Coupe d’Europe :
  - Vainqueur (1) : 1997
  - Finaliste (1) : 1998

Avec le Stade français
- Coupe de France :
  - Vainqueur (1) : 1999

Avec l'AS Montferrand
- Championnat de France de première division :
  - Vice-champion (1) : 2001
- Challenge européen :
  - Vainqueur (1) : 2004

### En équipe de France
- Sélections : 16.
- 9 essais, 17 pénalités, 17 transformations (127 points).
- Sélections par année : 9 en 1992, 1 en 1993, 1 en 1994, 2 en 1995, 3 en 1997.
- Tournois des Cinq Nations disputés : 1992, 1995

### Coupe du monde
- 1995 : 1 sélection contre la Côte d'Ivoire (1 essai)

### Autres sélections
- International de rugby à 7
- Barbarians français en 1994 en Afrique du Sud